# Godfried Huyn van Geleen
Godfried Huyn van Geleen, ou, en français Godefroid Huyn, comte de Geleen (en latin : Godefridus Ab Huyn comes de Geleen), général élevé au rang de Field marshal par l'empereur du Saint-Empire pendant la guerre de Trente Ans, né vers 1595 dans la Flandre des Pays-Bas espagnols, probablement à Maastricht, et mort le 27 août 1657 à Maastricht.

## Biographie
Gottfried Huyn est le fils d'Arnold III Huyn van Geleen marié depuis 1586 avec Margaretha van Bocholz. 
En 1615, il rejoint l'armée impériale du Saint Empire romain germanique en Italie en tant que volontaire. En 1618, il fait partie du régiment Anholt de l'armée bavaroise et reste dans ce régiment, s'élevant au grade de colonel. Pendant son service dans le régiment, il a participé aux campagnes du comte de Tilly en Bohême et sur le Rhin, puis a pris part au siège de Magdebourg et à la bataille de Breitenfeld, en 1631.
Après que le baron de Geleen se soit distingué en 1632 par la défense de Wolfenbüttel contre le duc de Lunebourg, il a reçu en juin 1633 un commandement indépendant en Westphalie. Avec chance et habileté, ses 10 000 soldats de la Ligue catholique ont dispersé les armées du landgrave de Hesse et du duc de Lunebourg, et contre les Suédois sous Torsten Stålhandske.
Godfried Huyn a rejoint le service impérial avec le grade de generalwachtmeister (major général). Il a combattu avec les armées impériale et bavaroise sous le comte de Hatzfeldt et le comte de Götzen contre la Suède et a aidé dans la campagne qui a conduit les Suédois sous le commandement de Johan Banér vers la Baltique.
En 1639, après l'unification avec l'armée bavaroise sous le commandement de Franz von Mercy, l'empereur a transféré le commandement sur le Rhin à Godfried Huyn. Il a franchi le Rhin près de Spire en octobre de cette année-là, mais a du bientôt repasser pour chasser l'ennemi du Rheingau. En septembre 1640, après avoir assiégé et occupé Bingen, il a combiné sa force de 4 000 fantassins et 2 000 cavaliers avec l'armée impériale sous les ordres de Léopold-Guillaume de Habsbourg à Fritzlar, mais a détaché sa force de l'armée principale, pour assiéger Friedberg, puis a hiverné dans les évêchés de Wurtzbourg et Bamberg pour une invasion prévue de la Suède l'année suivante.
Au début de 1641, il a aidé à chasser Johan Banér du Haut-Palatinat, puis a marché vers le Rhin en avril, où il a passé l'année suivante à Cologne sous le commandement de Hatzfeld dans une campagne indécise contre le comte de Guébriant. Peu de temps après avoir quitté l'armée, Godfried Huyn a pris sa retraite en tant que commandant de province (Landcomthur) de l'ordre teutonique dans le bailliage d'Alden Biesen. De 1634 à 1657, Godfried Graf Huyn a succèdé à Edmond Huyn en tant que 35e commandant de province d'Alden Biessen. Mais en 1644, il est rappelé de sa retraite par l'empereur sur les conseils du Cercle de Westphalie.
Godfried Huyn et ses troupes ont rejoint Franz von Mercy à Aschaffenbourg puis se sont avancés en Souabe. Là, Godfried Huyn a commandé l'aile droite de l'armée bavaroise commandée par Franz von Mercy, Jean de Werth commandant l'aile gauche, lors de la désastreuse bataille d'Alerheim (deuxième bataille de Nördlingen) contre l'armée française commandée par Enghein, Turenne et Gramont, le 3 août 1645. Franz von Mercy y est tué et Godfried Huyn capturé. Après une courte captivité, Godfried Huyn a été échangé contre le général français Gramont capturé pendant la bataille et a ensuite pris le commandement de l'armée bavaroise.
En 1646, Godfried Huyn, sous le commandement de Léopold-Guillaume de Habsbourg, a participé à la campagne contre Turenne et Wrangel, et en mars de l'année suivante, après que l'électeur de Bavière eut conclu le cessez-le-feu, on lui demanda de démissionner. Il est mort en 1657 à Maastricht et inhumé dans la commanderie d'Alden Biesen. Avec la mort de son neveu, ses titres se sont éteints.

## Source
- (en) Cet article est partiellement ou en totalité issu de l’article de Wikipédia en anglais intitulé « Gottfried Huyn von Geleen » (voir la liste des auteurs).